# 16878 Tombickler
16878 Tombickler este un asteroid din centura principală de asteroizi.

## Descriere
16878 Tombickler este un asteroid din centura principală de asteroizi. A fost descoperit pe 24 ianuarie 1998 la Haleakala în cadrul programului NEAT. Asteroidul prezintă o orbită caracterizată de o semiaxă mare de 2,68 ua, o excentricitate de 0,19 și o înclinație de 12,0° în raport cu ecliptica.